# Big Mac

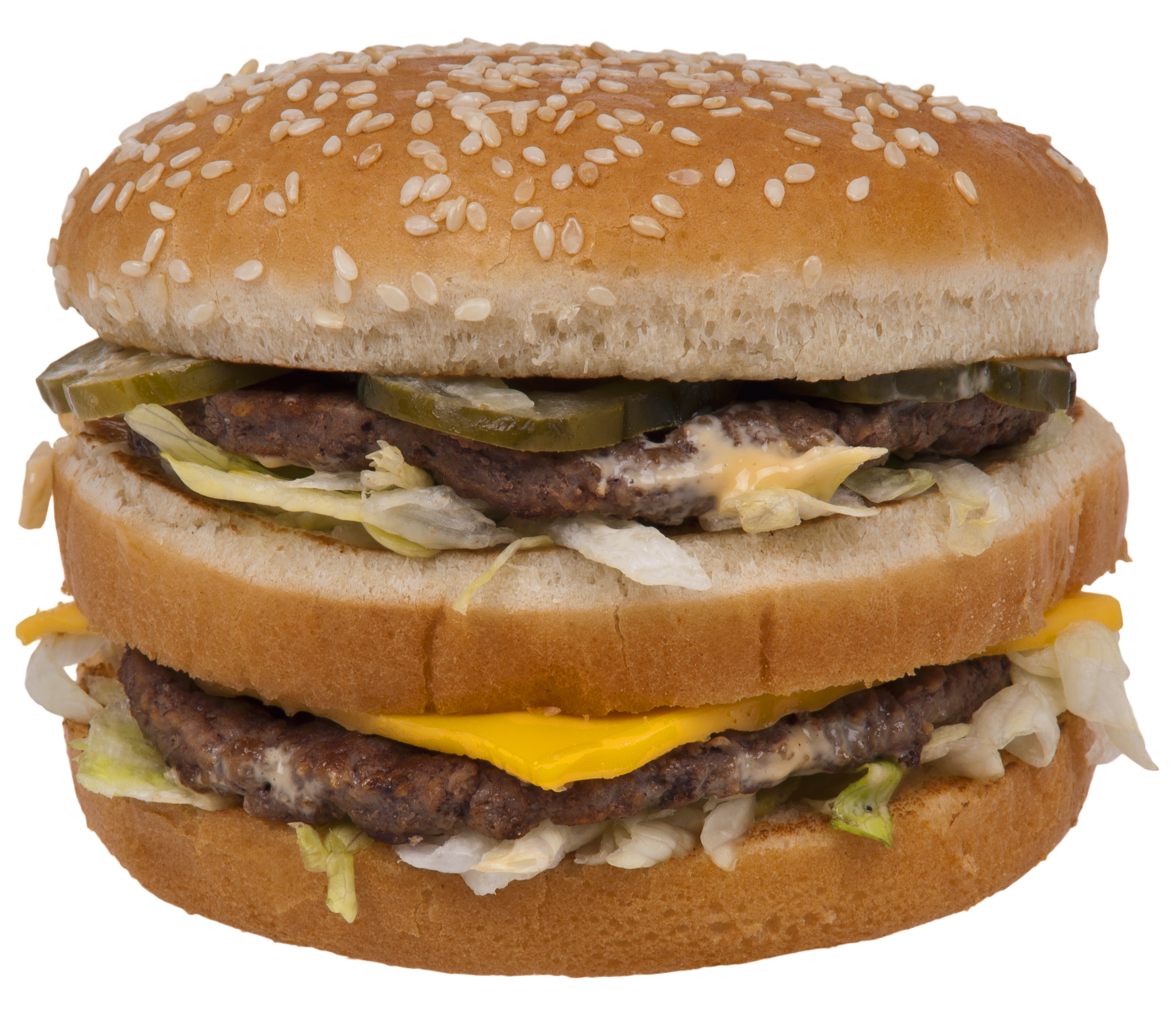
En Big Mac.

Big Mac är McDonald's huvudmål och dess mest kända hamburgare. Det är en dubbelburgare bestående av nötkött, sallad, ost, gurka, lök, sås samt vitt bröd med sesamfrön.
Förlagan till Big Mac skapades av Big Boy Restaurants grundare Bob Wian 1936 och hans Bob's Pantry i Glendale i Arizona. 1967 skapades McDonalds variant Big Mac av Jim Delligatti i Uniontown, Pennsylvania och började säljas under 1968.
Priset på Big Mac i olika länder används av The Economist som ett inofficiellt mått på köpkraftsparitet (eng. purchasing power parity) mellan olika valutor, kallad The Big Mac Index. Resultatet av indexet pekar mot att köpkraftsparitetsteorin inte fungerar bra i verkligheten.

## Näringsinnehåll
Hamburgaren innehåller omkring 25 gram protein, 25 gram fett och 40 gram kolhydrater, något beroende på vilket land den tillverkas i.
| Land                    | Energi (kcal) | Kolhydrater (g) | Protein (g) | Fett (g)    | Kostfiber (g) | Natrium, Salt (mg)         | Serverings- storlek (g) | Referenser |
| ----------------------- | ------------- | --------------- | ----------- | ----------- | ------------- | -------------------------- | ----------------------- | ---------- |
| Argentina               | 505,2         | 44 (14,8 %)     | 26 (34,6 %) | 26 (48 %)   | 3 (12,9 %)    | 970 (40,2 %)               | 213,92                  | .ar        |
| Australien              | 493           | 35,1 (11 %)     | 25,1 (50 %) | 26,9 (38 %) |               | 958 (42 %)                 |                         | [ 4 ]      |
| Belgien                 | 495           | 40 (15 %)       | 27 (36 %)   | 25 (37%)    | 3 (12 %)      | 1 023 (43 %), 2 300 (46 %) |                         |            |
| Bosnien och Hercegovina | 510           | 41 (14 %)       | 27 (33 %)   | 26 (49 %)   | 3 (14 %)      | 2 200 (43 %)               |                         |            |
| Brasilien               | 504           | 41 (14 %)       | 25 (33 %)   | 27 (49 %)   | 3,5 (14 %)    | 1 023 (43 %)               |                         | .br        |
| Chile                   | 555           | 57              | 27          | 28          |               | 1 098                      |                         | .cl        |
| Danmark                 | 497           | 43              | 27,1        | 24,1        |               |                            | 219                     | .dk        |
| Egypten                 | 522           |                 | 28,235      | 25,911      |               |                            |                         | .eg        |
| Finland                 | 495           | 40              | 27          | 25          | 3             | 2 300                      | 219                     | .fi        |
| Frankrike               | 492           | 38,9            | 26,2        | 25,8        | 4,2           | 900, 2 300                 |                         | .fr        |
| Grekland                | 490           | 42,5            | 27          | 24          | 5             | 2 000                      |                         | .gr        |
| Hongkong                | 510           | 39              | 25          | 28          |               | 870                        |                         | .hk        |
| Irland                  | 490 (25 %)    | 41 (15 %)       | 28 (37 %)   | 24 (36 %)   | 4 (16 %)      | 2 100 (42 %)               |                         | .ie        |
| Italien                 | 509           | 42              | 27          | 26          | 3,1           | 2 300 (38 %)               |                         | .it        |
| Japan                   | 555           | 45,4            | 25,4        | 30,2        | 2             |                            |                         | .jp        |
| Kanada                  | 540           | 44 (15 %)       | 24          | 29 (45 %)   | 3 (12 %)      | 1 020 (43 %)               | 209                     | .ca        |
| Kroatien                | 495           | 40 (15 %)       | 27 (36 %)   | 25 (37 %)   | 3 (12 %)      | 2 300 (46 %)               | 219                     | .hr        |
| Malaysia                | 484           | 46              | 26          | 23          |               | 730                        | 209                     | .my        |
| Mexiko                  | 600           | 50              | 25          | 33          | 4             | 1 050                      | 219                     | .mx        |
| Nederländerna           | 502           | 42              | 26          | 25          | 3,1           | 2 200                      |                         | .info      |
| Norge                   | 495 (25 %)    | 40 (15 %)       | 27 (36 %)   | 25 (37 %)   | 3 (12 %)      | 2 300 (46 %)               |                         | .no        |
| Nya Zeeland             | 568           | 41,1            | 27,1        | 31,9        |               | 1 050                      |                         | .nz        |
| Polen                   | 495           | 40              | 27          | 25          | 3             | 2 300                      |                         | .pl        |
| Rumänien                | 495           | 40              | 27          | 25          | 3             | 2 300                      |                         | .ro        |
| Ryssland                | 495           | 40              | 27          | 25          | 3             |                            |                         | .ru        |
| Schweiz                 | 510           | 40              | 27          | 25          | 3             | 2 300                      |                         |            |
| Serbien                 | 493 (25 %)    | 40 (15 %)       | 27 (36 %)   | 25 (37 %)   | 3 (12 %)      | 2 300 (46 %)               | 219                     | .rs        |
| Storbritannien          | 490 (25 %)    | 41 (15 %)       | 28 (37 %)   | 24 (36 %)   | 4 (16 %)      | 2 100 (42 %)               |                         | .uk        |
| Sverige                 | 545 (27 %)    | 42              | 27          | 29          | 4             | 2 300                      |                         | .se        |
| Sydafrika               | 559           | 49,3            | 27,7        | 24,89       | 4,6           | 801,98                     |                         | .za        |
| Sydkorea                | 535           | 46 (14 %)       | 27 (45 %)   | 29 (57 %)   |               | 750 (22 %)                 | 219                     | .kr        |
| Tjeckien                | 495 (25 %)    | 40 (15 %)       | 27 (36 %)   | 25 (37 %)   | 3 (12 %)      | 2 300 (46 %)               | 219                     | .cz        |
| Turkiet                 | 480           | 43              | 28          | 22          |               | 840                        |                         | .com.tr    |
| Tyskland                | 495           | 40              | 27          | 25          | 3             | 2 300                      | 221                     | .de        |
| Ungern                  | 509 (25 %)    | 42 (16 %)       | 27 (53 %)   | 26 (37 %)   | 3             | 2 300 (38,25 %)            |                         | .hu        |
| USA                     | 540 (27 %)    | 45 (15 %)       | 25 (45 %)   | 29 (45 %)   | 3 (13 %)      | 1 040 (43 %)               | 214                     | .us        |
| Österrike               | 495           | 40 (15 %)       | 27 (36 %)   | 25 (37 %)   | 3 (12 %)      | 2 300 (46 %)               | 219                     | .at        |